# Country-Musik 1952
Die Liste bietet eine Übersicht über das Jahr 1952 im Genre Country-Musik.

## Ereignisse
- 14. Juli – The Eddy Arnold Show geht erstmals auf Sendung.
- 23. August – Kitty Wells erreicht mit It Wasn't God Who Made Honky Tonk Angels als erste weibliche Solointerpretin die No. 1 der Billboard country charts,

## Top-Hits des Jahres

### Nummer-eins-Hits
- 2. Februar – Give Me More, More, More (Of Your Kisses) – Lefty Frizzell
- 1. März – Wondering - Webb Pierce
- 29. März – (When You Feel Like You're in Love) Don't Just Stand There – Carl Smith
- 3. Mai – Easy on the Eyes – Eddy Arnold
- 10. Mai – The Wild Side of Life – Hank Thompson and His Brazo Valley Boys
- 12. Juli – That Heart Belongs to Me – Webb Pierce
- 19. Juli – Are You Teasing Me – Carl Smith
- 16. August – A Full-Time Job – Eddy Arnold
- 23. August – It Wasn't God Who Made Honky Tonk Angels – Kitty Wells
- 6. September – Jambalaya (On the Bayou) – Hank Williams with His Drifting Cowboys
- 6. Dezember – Back Street Affair – Webb Pierce
- 6. Dezember –  Don't Let the Stars Get in Your Eyes – Slim Willet
- 27. Dezember – Don't Let the Stars Get in Your Eyes – Skeets McDonald

Anmerkung: Es werden alle drei Hitparaden, die Best Selling Folk Retail Records, die Most Played Jukebox Folk Records sowie die Country & Western Records Most Played by Folk Disc Jockeys gewertet.

### Weitere Hits
- Almost – George Morgan
- Blackberry Boogie – Tennessee Ernie Ford
- Blue Christmas – Ernest Tubb
- Forever (And Always) – Lefty Frizzell
- The Gold Rush Is Over – Hank Snow
- Half as Much – Hank Williams
- Honky Tonk Blues – Hank Williams
- I Saw Mommy Kissing Santa Claus – Jimmy Boyd
- Here Comes Santa Claus – Gene Autry
- I'd Trade All of My Tomorrows (For Just One Yesterday) – Eddy Arnold
- Indian Love Call – Slim Whitman
- Lady's Man – Hank Snow
- Love Song of the Waterfall – Slim Whitman
- Married by the Bible, Divorced by the Law – Hank Snow
- Milk Bucket Boogie – Red Foley
- Music Makin' Mama from Memphis – Hank Snow
- Settin' the Woods On Fire – Hank Williams
- Silver and Gold – Pee Wee King
- Talk to Your Heart – Ray Price
- Tis Sweet to Be Remembered – Cowboy Copas
- Waiting in the Lobby of Your Heart – Hank Thompson
- You Win Again – Hank Williams

## Geboren
- 12. Januar – Ricky Van Shelton
- 18. Januar – Teddy Gentry, Mitglied der Band Alabama
- 18. Februar – Juice Newton
- 18. Mai – George Strait
- 12. Juni – Junior Brown
- 7. Juli - James Hand

## Gestorben
- 22. März – Uncle Dave Macon
- 4. Dezember – Rabon Delmore, Mitglied der Delmore Brothers